# 守安功 (リコーダー奏者)
守安 功（もりやす いさお、1961年12月15日 - ）は、日本のリコーダー奏者、アイルランド研究家。

## 概要
和歌山県出身。桐朋学園大学音楽学部古楽器科卒、同研究科修了。在学中、第10回全日本リコーダーコンクール独奏部門において、最優秀賞および朝日放送賞受賞。また、江戸里神楽4代目家元若山胤雄に日本の笛と太鼓を師事し、国の重要無形民俗文化財「江戸の里神楽」若山社中囃子方として活躍する。1987年渡欧し、各地で日本の伝統音楽および現代音楽についてのレクチャーや、リコーダー・リサイタルをおこなう。現在は、アイルランド音楽の演奏と研究に専念。妻の守安雅子はアイリッシュ・ハープの演奏家で、アイルランドでは「Paddy & Bridget (パディー・アンド・ブリジット)」を名のる。

## 著書
- 『アイルランド人・酒・音 愛蘭土音楽紀行』文・写真 東京書籍 1997
- 『アイルランド大地からのメッセージ　愛蘭土音楽紀行』文・写真 東京書籍 1998

### 共著
- 『アイリッシュ・ダンスへの招待』山下理恵子共著 写真: ビル・リンチ 音楽之友社 2002

### 翻訳
- キアラン・カーソン『アイルランド音楽への招待』音楽之友社 1998
- メアリー・M.ロジャース『目で見る世界の国々 アイルランド』国土社 1999
- ダイアナ・ブリアー『アイルランド音楽入門 音楽・ダンス・楽器・ひと』音楽之友社 2001